# Bexley
Bexley és un barri del districte de Bexley, Londres. També és conegut com a Old Bexley ('Vell Bexley') o Bexley Village. Antigament era una parròquia del comtat de Kent.